# 5063 Monteverdi
5063 Monteverdi este o planetă minoră (asteroid) din centura de asteroizi. A fost descoperită pe 2 februarie 1989 la Thüringer Landessternwarte Tautenburg⁠(d) de Freimut Börngen și a fost numită după Claudio Monteverdi. 
Obiectul prezintă o orbită caracterizată de o semiaxă mare de 2,3901338 UAi, o excentricitate de 0,23, o înclinație de 1,53586 ° în raport cu ecliptica.